# Cagliari Calcio 1972-1973
Questa voce raccoglie le informazioni riguardanti il Cagliari Calcio nelle competizioni ufficiali della stagione 1972-1973.

## Stagione
In questa stagione il Cagliari cambia guida; va via a malincuore il "filosofo" Manlio Scopigno e subentra, nell'indifferenza generale, Edmondo Fabbri, ex C.T. della nazionale, il quale viene ricordato per la clamorosa sconfitta contro la Corea del Nord 
ai mondiali del 1966.
Il Cagliari inizia molto bene; in Coppa Italia supera il primo turno di qualificazione.
In campionato non entusiasma; dopo le prime dieci giornate si trova sul fondo della classifica con sei soli punti a causa delle sconfitte consecutive con Juventus, Lazio e Milan. Ma dalla Domenica successiva la squadra reagisce vincendo per 1-0 contro la Sampdoria grazie a un gol di Bobo Gori e riesce a ottenere otto risultati utili consecutivi (5 vittorie e 3 pareggi) portandosi così al sesto posto, una posizione sicuramente più consona al valore tecnico dei sardi. Da qui il campionato continua tra alti e bassi, conseguendo un ottavo posto finale.
In Coppa Italia il cammino dei sardi si interrompe agli Ottavi di Finale.
Come di consueto il cannoniere stagionale è Luigi Riva, che inizia a soffrire di una fastidiosa pubalgia, con 12 reti decisive.
Tra i migliori di questo oscuro campionato si registrano il fantasista Mario Brugnera e l'attaccante Sergio Gori, che si dimostra ancora una volta la "spalla" ideale per Riva.

## Rosa
| N. |                   | Ruolo | Calciatore                  |
| -- | ----------------- | ----- | --------------------------- |
|    | Italia (bandiera) | P     | Enrico Albertosi (capitano) |
|    | Italia (bandiera) | P     | Renato Copparoni            |
|    | Italia (bandiera) | D     | Riccardo Dessì              |
|    | Italia (bandiera) | D     | Oreste Lamagni              |
|    | Italia (bandiera) | D     | Bruno Lombardi              |
|    | Italia (bandiera) | D     | Eraldo Mancin               |
|    | Italia (bandiera) | D     | Mario Martiradonna          |
|    | Italia (bandiera) | D     | Comunardo Niccolai          |
|    | Italia (bandiera) | D     | Fabrizio Poletti            |
|    | Italia (bandiera) | D     | Renato Roffi                |
|    | Italia (bandiera) | D     | Giuseppe Tomasini           |

| N. |                    | Ruolo | Calciatore        |
| -- | ------------------ | ----- | ----------------- |
|    | Italia (bandiera)  | C     | Mario Brugnera    |
|    | Italia (bandiera)  | C     | Pierluigi Cera    |
|    | Italia (bandiera)  | C     | Angelo Domenghini |
|    | Italia (bandiera)  | C     | Costantino Idini  |
|    | Brasile (bandiera) | C     | Nené              |
|    | Italia (bandiera)  | A     | Sergio Gori       |
|    | Italia (bandiera)  | A     | Emidio Di Carmine |
|    | Italia (bandiera)  | A     | Mario Maraschi    |
|    | Italia (bandiera)  | A     | Luigi Piras       |
|    | Italia (bandiera)  | A     | Gigi Riva         |

## Calciomercato
| Acquisti | Acquisti       | Acquisti     | Acquisti   |
| R.       | Nome           | da           | Modalità   |
| -------- | -------------- | ------------ | ---------- |
| A        | Mario Maraschi | L.R. Vicenza | definitivo |

| Cessioni | Cessioni          | Cessioni | Cessioni      |
| R.       | Nome              | a        | Modalità      |
| -------- | ----------------- | -------- | ------------- |
| P        | Adriano Reginato  |          | fine carriera |
| C        | Ricciotti Greatti |          | fine carriera |

## Risultati

### Serie A

#### Girone di andata
| Cagliari 24 settembre 1972 1ª giornata | Cagliari       | 0 – 0 | Atalanta | Stadio Sant'Elia\| Arbitro: \| Trono (Torino) \| |
| Arbitro:                               | Trono (Torino) |       |          |                                                  |

| Arbitro: | Menegali (Roma) |

|             |           |  |
| Faloppa 71’ | Marcatori |  |

| Arbitro: | Bernardis (Roma) |

|                                     |           |  |
| Martiradonna 4’ Maraschi 64’ (rig.) | Marcatori |  |

| Arbitro: | Ciacci (Firenze) |

|                |           |  |
| Boninsegna 18’ | Marcatori |  |

| Arbitro: | Angonese (Mestre) |

|                   |           |                           |
| Gori 40’ Riva 54’ | Marcatori | 63’ Santarini 83’ Mujesan |

| Arbitro: | Gussoni (Tradate) |

|                  |           |          |
| Mastropasqua 10’ | Marcatori | 68’ Riva |

| Arbitro: | Barbaresco (Cormons) |

|                  |           |                       |
| Riva 3’ Gori 23’ | Marcatori | 50’ Saltutti 79’ Caso |

| Arbitro: | Torelli (Milano) |

|                              |           |  |
| Mancin 33’ (aut.) Causio 42’ | Marcatori |  |

| Arbitro: | Branzoni (Pavia) |

|                                |           |                      |
| Garlaschelli 22’ Chinaglia 90’ | Marcatori | 14’ (aut.) F. Pulici |

| Arbitro: | Pieroni (Roma) |

|  |           |           |
|  | Marcatori | 57’ Bigon |

| Arbitro: | Monti (Ancona) |

|          |           |  |
| Gori 76’ | Marcatori |  |

| Arbitro: | Gussoni (Tradate) |

|             |           |          |
| Busatta 55’ | Marcatori | 86’ Riva |

| Arbitro: | Barbaresco (Cormons) |

|          |           |  |
| Gori 43’ | Marcatori |  |

| Torino 7 gennaio 1973 14ª giornata | Torino           | 0 – 0 | Cagliari | Stadio Comunale\| Arbitro: \| Bernardis (Roma) \| |
| Arbitro:                           | Bernardis (Roma) |       |          |                                                   |

| Arbitro: | Lazzaroni (Milano) |

|              |           |  |
| Brugnera 45’ | Marcatori |  |

#### Girone di ritorno
| Bergamo 28 gennaio 1973 16ª giornata | Atalanta           | 0 – 0 | Cagliari | Stadio Comunale\| Arbitro: \| Reggiani (Bologna) \| |
| Arbitro:                             | Reggiani (Bologna) |       |          |                                                     |

| Arbitro: | Torelli (Milano) |

|                        |           |  |
| Riva 41’, 53’ Nenè 59’ | Marcatori |  |

| Arbitro: | Panzino (Catanzaro) |

|  |           |          |
|  | Marcatori | 20’ Riva |

| Arbitro: | Gonella (Torino) |

|                              |           |                                           |
| Brugnera 31’ Riva 88’ (rig.) | Marcatori | 39’ Oriali 73’ Boninsegna 78’ Magistrelli |

| Roma 4 marzo 1973 20ª giornata | Roma              | 0 – 0 | Cagliari | Stadio Olimpico\| Arbitro: \| Gussoni (Tradate) \| |
| Arbitro:                       | Gussoni (Tradate) |       |          |                                                    |

| Arbitro: | Serafini (Roma) |

|          |           |  |
| Riva 81’ | Marcatori |  |

| Arbitro: | Agnolin (Bassano del Grappa) |

|                                         |           |  |
| N. Scala 63’ Saltutti 68’ Antognoni 89’ | Marcatori |  |

| Arbitro: | Angonese (Mestre) |

|  |           |              |
|  | Marcatori | 61’ Altafini |

| Arbitro: | Motta (Monza) |

|  |           |                  |
|  | Marcatori | 36’ Garlaschelli |

| Arbitro: | Francescon (Padova) |

|                   |           |              |
| Rivera 81’ (rig.) | Marcatori | 50’ Brugnera |

| Arbitro: | Gussoni (Tradate) |

|  |           |          |
|  | Marcatori | 71’ Riva |

| Arbitro: | Casarin (Milano) |

|          |           |           |
| Gori 29’ | Marcatori | 79’ Cozzi |

| Arbitro: | Martinelli (Catanzaro) |

|               |           |                   |
| Ferradini 72’ | Marcatori | 5’ (aut.) Rimbano |

| Arbitro: | Menicucci (Firenze) |

|              |           |  |
| Maraschi 19’ | Marcatori |  |

| Arbitro: | Porcelli (Lodi) |

|                                      |           |                       |
| Savoldi 4’, 68’ Vieri 22’ Fedele 28’ | Marcatori | 38’ Riva 88’ Maraschi |

### Coppa Italia

#### Primo turno
| Arbitro: | Serafini (Roma) |

|  |           |                       |
|  | Marcatori | 31’ Brugnera 75’ Riva |

| Arbitro: | Lattanzi |

|  |           |               |
|  | Marcatori | 31’, 81’ Riva |

| 3 settembre 1972 3ª giornata |  | – |  |  |

| Arbitro: | Stagnoli (Bologna) |

|                                       |           |         |
| Nenè 18’ Cardillo 44’ (aut.) Riva 63’ | Marcatori | 7’ Rosa |

| Arbitro: | Bernardis (Roma) |

|                            |           |  |
| Maraschi 42’ Riva 54’, 78’ | Marcatori |  |

#### Secondo turno
| Arbitro: | Schena (Foggia) |

|          |           |                 |
| Riva 70’ | Marcatori | 82’ (aut.) Nené |

| Arbitro: | Angonese (Mestre) |

|  |           |          |
|  | Marcatori | 65’ Riva |

| Arbitro: | Serafini (Roma) |

|          |           |                             |
| Gori 72’ | Marcatori | 43’ Maggioni 44’ Pellizzaro |

| Arbitro: | Giunti (Arezzo) |

|             |           |  |
| Damiani 70’ | Marcatori |  |

| Arbitro: | Lattanzi (Roma) |

|  |           |            |
|  | Marcatori | 71’ Rivera |

| Arbitro: | Lenardon (Siena) |

|                        |           |                     |
| Carelli 40’ Pirola 79’ | Marcatori | 56’ (rig.) Niccolai |

### Coppa UEFA
| Arbitro: | Marschall |

|                               |           |                |
| Gioutsos 2’ Triantafyllos 51’ | Marcatori | 66’ Domenghini |

| Arbitro: | Glöckner |

|  |           |                     |
|  | Marcatori | 10’ (aut.) Niccolai |

## Statistiche

### Statistiche di squadra
| Competizione | Punti | In casa | In casa | In casa | In casa | In casa | In casa | In trasferta | In trasferta | In trasferta | In trasferta | In trasferta | In trasferta | Totale | Totale | Totale | Totale | Totale | Totale | DR |
| Competizione | Punti | G       | V       | N       | P       | Gf      | Gs      | G            | V            | N            | P            | Gf           | Gs           | G      | V      | N      | P      | Gf     | Gs     | DR |
| ------------ | ----- | ------- | ------- | ------- | ------- | ------- | ------- | ------------ | ------------ | ------------ | ------------ | ------------ | ------------ | ------ | ------ | ------ | ------ | ------ | ------ | -- |
| Serie A      | 29    | 15      | 7       | 4       | 4       | 17      | 11      | 15           | 2            | 7            | 6            | 9            | 17           | 30     | 9      | 11     | 10     | 26     | 28     | -2 |
| Coppa Italia |       | 5       | 2       | 1       | 2       | 8       | 5       | 5            | 3            | 0            | 2            | 6            | 3            | 10     | 5      | 1      | 4      | 14     | 8      | +6 |
| Coppa Uefa   |       | 1       | 0       | 0       | 1       | 0       | 1       | 1            | 0            | 0            | 1            | 1            | 2            | 1      | 0      | 0      | 2      | 1      | 3      | -2 |
| Totale       | -     | 21      | 9       | 5       | 7       | 25      | 17      | 21           | 5            | 7            | 9            | 16           | 22           | 41     | 14     | 12     | 16     | 41     | 39     | +2 |

### Statistiche dei giocatori
Durante la stagione viene espulso dal campo una sola volta Cera.
| Giocatore       | Serie A  | Serie A | Coppa Italia | Coppa Italia | Coppa Uefa | Coppa Uefa | Totale   | Totale |
| Giocatore       | Presenze | Reti    | Presenze     | Reti         | Presenze   | Reti       | Presenze | Reti   |
| --------------- | -------- | ------- | ------------ | ------------ | ---------- | ---------- | -------- | ------ |
| E. Albertosi    | 29       | -28     | 8            | -5           | 2          | -3         | 39       | -36    |
| M. Brugnera     | 20       | 3       | 9            | 1            | 2          | 0          | 31       | 4      |
| P. Cera         | 29       | 0       | 8            | 0            | 2          | 0          | 39       | 0      |
| R. Copparoni    | 1        | 0       | 2            | -3           | 0          | 0          | 3        | -3     |
| R. Dessì        | 7        | 0       | 6            | 0            | 0          | 0          | 13       | 0      |
| E. Di Carmine   | 1        | 0       | 3            | 0            | 0          | 0          | 4        | 0      |
| A. Domenghini   | 17       | 0       | 4            | 0            | 2          | 1          | 23       | 1      |
| S. Gori         | 28       | 5       | 10           | 1            | 2          | 0          | 40       | 6      |
| C. Idini        | 0        | 0       | 4            | 0            | 2          | 0          | 6        | 0      |
| O. Lamagni      | 2        | 0       | 1            | 0            | 3          | 0          | 6        | 0      |
| B. Lombardi     | 2        | 0       | 3            | 0            | 0          | 0          | 5        | 0      |
| E. Mancin       | 25       | 0       | 8            | 0            | 2          | 0          | 35       | 0      |
| M. Maraschi     | 13       | 3       | 8            | 1            | 2          | 0          | 23       | 4      |
| M. Martiradonna | 14       | 1       | 9            | 0            | 1          | 0          | 24       | 1      |
| Nenè            | 28       | 1       | 10           | 1            | 2          | 0          | 40       | 2      |
| C. Niccolai     | 30       | 0       | 10           | 1            | 2          | 0          | 42       | 1      |
| L. Piras        | 0        | 0       | 1            | 0            | 0          | 0          | 1        | 0      |
| F. Poletti      | 20       | 0       | 4            | 0            | 2          | 0          | 26       | 0      |
| G. Riva         | 26       | 12      | 6            | 8            | 1          | 0          | 33       | 20     |
| R. Roffi        | 17       | 0       | 3            | 0            | 1          | 0          | 21       | 0      |
| G. Tomasini     | 28       | 0       | 7            | 0            | 1          | 0          | 36       | 0      |